# Christophe Martet
Christophe Martet, né le 4 avril 1959 à Lyon (Rhône), est un journaliste et un entrepreneur français. Il est également connu pour son activité dans la lutte contre le VIH. Il est depuis le 6 mars 2023 président de l’association Vers Paris sans sida. 

## Journalisme
Christophe Martet est diplômé du Centre universitaire d'enseignement du journalisme de Strasbourg en 1982. Au début des années 1980, il est journaliste reporter pour France 3, puis rejoint le service économique et social de France 2 en 1986. Il a notamment couvert la « grève des cheminots » en 1986. En 1988, il couvre la campagne présidentielle américaine pour France 2. Un an plus tard, il se rend à Berlin pour suivre les événements liés à la Chute du mur puis en Tchécoslovaquie. En 1990, il décide de prendre un congé sabbatique et travaille en tant que journaliste indépendant à New York pendant un an. Il écrit des articles sur l'économie américaine et sur le mouvement activiste Act Up New York.
De retour à Paris, Christophe Martet réalise plusieurs documentaires sur l'environnement et la crise du sida : Nous sommes éternels, coréalisé avec Vincent Martorana, ou La France défigurée 20 ans après. Il est également l'auteur d'un livre de témoignages sur les militants de la lutte contre le VIH, Les Combattants du sida, paru chez Flammarion en 1993.
En 1999, Christophe Martet a rejoint le magazine Têtu, où il exerce la fonction de rédacteur en chef adjoint jusqu’en juin 2007. Il est notamment responsable du guide Têtu +, un numéro spécial consacré à la lutte contre le VIH, diffusé gratuitement à 200 000 exemplaires.
En 2008, il devient rédacteur en chef de Yagg.com, le média d'information LGBT. Puis en 2017, il est city manager pour l'appli globale gay Hornet. 
Depuis octobre 2018, il est directeur de publication et rédacteur en chef du média LGBT d'information Komitid.fr

## Militantisme
Au début des années 1980, Christophe Martet milite au sein du CUARH (Comité d'urgence anti-répression homosexuelle). Il apprend qu'il est séropositif en 1985. Lors de son séjour à New York en 1990, il milite à Act Up-New York au sein du groupe médias et participe aux actions de prévention auprès des usagers de drogue. Il rejoint son équivalent français, Act Up-Paris en 1991. Il succède à Cleews Vellay comme président de l'association en 1994. Il le reste deux ans et demeure, jusqu'en 2007, un membre actif,. 
Depuis 2015, Christophe Martet est engagé à l'ARDHIS (Association pour la reconnaissance des droits des personnes homosexuelles et trans à l’immigration et au séjour). 
En 2021, avec l'épidémiologiste Dominique Costagliola, il reçoit un Out d'or d'honneur, décerné par l'Association des Journalistes LGBTI, « pour [son] travail de lutte contre le sida et au côté des malades »
Le 6 mars 2023, il a été élu président de l'association Vers Paris sans sida.
En 2024, il reçoit le têtu· de la mémoire LGBTQI+ pour son engagement dans la lutte contre le VIH/sida. 

## Entrepreneuriat
Depuis mai 2008, Christophe Martet est président de la SAS LGNET, éditrice du site Yagg.com. En novembre 2008, il lance Yagg, un nouveau site d'infos à destinations des gays et des lesbiennes, avec trois anciens collègues de Têtu, Yannick Barbe, Judith Silberfeld et Xavier Héraud.
En mars 2009, Yagg lance un réseau social, la Communauté Yagg (elle compte en mars 2012 9 500 inscrits, dont 700 blogueurs). Mi-2009, Yagg lève 180 000 euros venant de Rentabiliweb et de Financière Ox mais face à la crise publicitaire, le site se déclare « en danger » et fait appel à la générosité publique en octobre 2010. Le 17 mai 2011, les fondateurs lancent www.yaggpro.com, le premier réseau social destiné aux professionnels LGBT. En 2016, LGNET est placée en redressement judiciaire puis en liquidation judiciaire en octobre 2016. 